# Bruit de scintillation

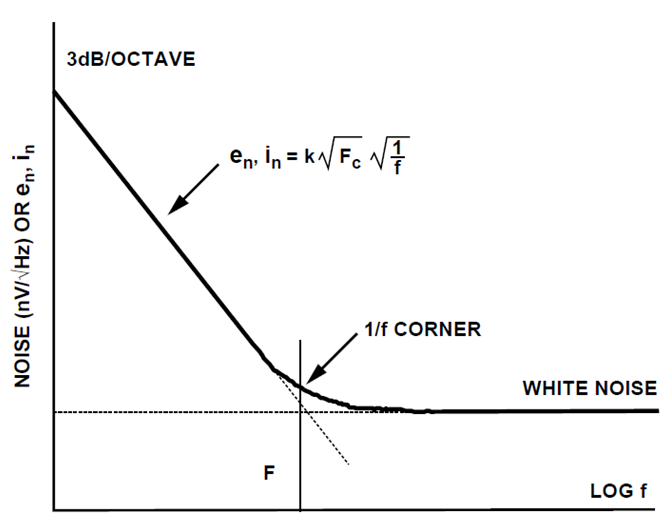
Bruit thermique

Le bruit de scintillation est un bruit électronique toujours présent dans les composants actifs et dans certains composants passifs. Il est également appelé bruit de scintillement, bruit de papillotement, bruit de basse fréquence ou bruit en excès. Il fait partie des bruits roses ayant une courbe de puissance en 1/f. Bruit de flicker est un anglicisme souvent utilisé pour nommer ce bruit.

## Source
Ses origines sont variées : il peut être dû à des impuretés dans le matériau pour un transistor, par exemple, qui libèrent aléatoirement des porteurs de charge, ou bien à des recombinaisons électron-trou parasites, etc.. De manière générale, une superposition de nombreux phénomènes similaires avec des fréquences caractéristiques différentes, comme la présence d'un continuum de niveaux pièges dans la bande interdite (« gap ») d'un semi-conducteur génèrent ce type de bruit.

## Calcul
L'appellation bruit en 1/f est donc très générique et s'utilise surtout par opposition au bruit blanc. Ce nom est d'ailleurs trompeur dans la mesure où il s'agît d'un bruit décroissant en réalité en {\displaystyle \scriptstyle {1/f^{\,\alpha }}} où {\displaystyle f} est la fréquence et {\displaystyle \alpha } est un coefficient non entier, entre 0,8 et 1,3, déterminé empiriquement.

## Électronique
La fréquence au-dessus de laquelle le bruit blanc dépasse en intensité le bruit en 1/f est dénommée fréquence de coude du bruit et est une caractéristique importante des composants électroniques. Cette fréquence est beaucoup plus basse pour les transistors à effet de champ à jonction (JFET) que les transistors à effet de champ à grille métal-oxyde (MOSFET). De plus, dans cette dernière catégorie, celle des PMOS est inférieure à celle des NMOS.
Enfin, pour des raisons statistiques (leur faible surface), les petits transistors sont beaucoup plus sensibles au bruit en 1/f que les gros.